# Aparapoderus testaceus
Aparapoderus testaceus es una especie de coleóptero de la familia Attelabidae.

## Subespecies
- Aparapoderus testaceus testaceus (Voss, 1926)

= Parapoderus testaceus Voss, 1926
- Aparapoderus testaceus vunguensis Legalov, 2007

## Distribución geográfica
Habita en Guinea, Nigeria y Togo.